# اسکلت آتاکاما

اسکلت آتاکاما

آتا نام رایجی است که به استخوان‌ها و بقایای یک جنین ۱۵سانتی‌متری داده شده‌است. آتا در سال ۲۰۰۳ در یک شهر متروکه در صحرای آتاکاما در شیلی یافت شد. تجزیه و تحلیل دی‌ان‌ای این جنین نارس، در سال ۲۰۱۸ انجام شد و جهش‌ها و اختلالاتی غیرمعمول و مرتبط با کوتولگی و اسکولیوز شناسایی شد اما این یافته‌ها بعداً مورد مناقشه قرار گرفتند. این بقایا توسط «اسکار مونوز» پیدا شده بود و وی آن‌ها را به فروش رساند. مالک کنونی آتا، تاجری اسپانیایی به‌نام «رامون ناویا اوسوریو» است.

## بررسی اجمالی
تجزیه و تحلیل دی‌ان‌ای روی این جنین، جهش‌هایی غیرمعمول و مرتبط با کوتولگی و اسکولیوز را شناسایی کرد اما برخی از پژوهش‌های دیگر، این نتایج را رد می‌کرد و رشد طبیعی جنین را نشان می‌داد. گمانه‌زنی‌هایی بی‌اساس توسط افرادی مانند استیون ام. گریر (یوفوشناس) این جسد را یک موجود فرازمینی معرفی می‌کرد. چنین گمانه‌زنی‌هایی منجر به گنجاندن آتا در فیلم UFO Sirius در سال ۲۰۱۳ شد و سپس توجه «گری پی. نولان» ژنتیک‌دان دانشگاه استنفورد را به‌خود جلب کرد، او با تیم سازندهٔ این فیلم تماس گرفت و بقایای این اسکلت را تجزیه و تحلیل کرد. نتایج تجزیه و تحلیل دی‌ان‌ای نشان می‌داد که اسکلت، متعلق به یک انسان است و منشأ فرازمینی ندارد.

## تحلیل و بررسی
اگرچه در ابتدا تصور می‌شد که قدمت این جنین بسیار بیشتر باشد، تاریخ مرگ او، دههٔ ۱۹۷۰ تعیین شد. و مشخص شد که بقایای یافت‌شده، حاوی دی‌ان‌ای با کیفیت بالا و مناسب برای تجزیه و تحلیل علمی است. بقایای جمجمه دارای شکلی نامنظم و در مجموع دارای ۱۰ دنده بود. این در حالیست که یک انسان بالغ دارای ۱۲ دنده است. آتا همچنین دارای علائم بالقوهٔ اکسی‌سفالی بود. با توجه به این‌که درز پیشانی جمجمه بسیار باز است و دست‌ها و پاها کاملاً استخوان‌بندی نشده‌اند، ویلیام یونگرز، کالبدشناس و دیرین‌مردم‌شناس، پیشنهاد می‌کند که این جنین، زودتر از موعد متولد شده و پیش یا کمی پس از تولد مرده‌است. یک فرضیهٔ دیگر از نولان این است که آتا ترکیبی از اختلالات ژنتیکی داشته که منجر به سقط جنین به‌طور زودرس شده. رالف لاچمن رادیولوژیست کودکان اما گفته‌است که کوتولگی به‌تنهایی نمی‌تواند تمام ویژگی‌های موجود در جنین را توضیح دهد.
در طول تجزیه و تحلیل دی‌ان‌ای توسط نولان، گروه هاپلوتیپ B2 دی‌ان‌ای میتوکندریایی در آتا یافت شد و این یافته‌ها نشان می‌دهد که آتا بومی مناطق غربی آمریکای جنوبی بوده‌است.
در مارس ۲۰۱۸، نولان نتایج دیگری را منتشر کرد و بیان کرد که جنین دارای یک اختلال نادر پیری استخوان و همچنین سایر جهش‌های ژنتیکی در ژن‌های مرتبط با کوتولگی، اسکولیوز و ناهنجاری‌های ماهیچه‌ها و اسکلت است. پژوهشگران، ۶۴ جهش غیرمعمول در ۷ ژن مرتبط با سیستم اسکلتی شناسایی کردند. آن‌ها متذکر شدند که یافتن جهش‌های زیادی که به‌طور خاص بر رشد اسکلتی تأثیر می‌گذارند، پیش از این گزارش نشده بود.
مطالعهٔ بعدی که در سپتامبر ۲۰۱۸ توسط یک تیم تحقیقاتی بین‌المللی به رهبری سیان هالکرو، دانشیار باستان‌شناسی دانشگاه اوتاگو در نیوزلند منتشر شد، پژوهش‌های مارس ۲۰۱۸ توسط نولان را زیر سؤال برد و اظهار داشت: «ما به‌عنوان متخصصان در آناتومی انسان و رشد اسکلتی، هیچ شواهدی برای هیچ‌یک از ناهنجاری‌های اسکلتی ادعاشده توسط تیم قبلی نیافته‌ایم.»

## مطالعهٔ بیشتر
- Bryner, Jeanna (April 30, 2013). "Alien-Looking Skeleton Poses Medical Mystery". Live Science. The researchers involved never suggested this otherworldly origin
  - Halcrow, Siân E; Killgrove, Kristina; Schug, Gwen Robbins; Knapp, Michael; Huffer, Damien; Arriaza, Bernardo; Jungers, William; Gunter, Jennifer (September 2018). "On engagement with anthropology: A critical evaluation of skeletal and developmental abnormalities in the Atacama preterm baby and issues of forensic and bioarchaeological research ethics. Response to Bhattacharya et al. "Whole-genome sequencing of Atacama skeleton shows novel mutations linked with dysplasia" in Genome Research, 2018, 28: 423-431. Doi: 10.1101/gr.223693.117". International Journal of Paleopathology. 22: 97–100. doi:10.1016/j.ijpp.2018.06.007. PMID 30025270.